# Маккензи Лий
Маккензи Лий (на английски: McKenzie Lee) е артистичен псевдоним на британската порнографска актриса Пола Маккуони (Paula McQuone).
Родена е на 16 май 1979 г. в Лестър, Великобритания.

## Кариера
Лий започва да танцува в стриптийз клуб в Бирмингам, а по-късно се премества да танцува в клубове в Лондон. Работи общо шест години като стриптизьорка. Също така работи за известно време като мажоретка за футболния отбор Лестър Сити.
През 2005 г. става водеща на британското издание на шоу „Нощни обаждания“, излъчвано по телевизионен канал на „Плейбой“.
Същата година тя отива в САЩ, където се запознава с популярната порноактриса и продуцент Джена Джеймисън и подписва ексклузивен дългосрочен изпълнителски договор с компанията на Джеймисън – „Клуб Джена“.
През 2006 г. печели наградата на AVN за най-добра нова звезда, след което прекъсва кариерата си в порноиндустрията за три години. През 2009 г. се завръща в порното и през месец октомври сключва ексклузивен договор с компанията „Диджитъл Плейграунд“. Само след два месеца Лий напуска „Диджитъл Плейграунд“ и става свободен агент.

## Награди и номинации
Носителка на награди
- 2006: AVN награда за най-добра нова звезда.[6]
- 2006: Adam Film World награда за звезда на годината на договор.[7]
- 2006: Temptation награда за най-добра орална сцена (филм) – „Направено от Маккензи“ (с Рено).[8]
- 2006: Temptation награда за най-добра орална сцена (видео) – „Скъсай ме отново“ (с Джон Дуг, Мануел Ферара, Стив Холмс, Тони Рибас и Браян Шърууд).[8]

Номинации
- 2006: Номинация за Temptation награда за най-добра нова звезда.[9]
- 2007: Номинация за AVN награда за звезда на годината на договор.[10]
- 2007: Номинация за AVN награда за най-добра орална секс сцена (филм) – „Jenna’s Provocateur“ (с Марко Бандерас, Скот Найлс и Бен Инглиш).[10]
- 2007: Номинация за AVN награда за най-добра анална секс сцена (филм) – „Jenna’s Provocateur“ (с Марко Бандерас, Скот Найлс и Бен Инглиш).[10]
- 2012: Номинация за AVN награда за най-добра групова секс сцена само с момичета – „Затворнички“ (с Финикс Мари и Джейдън Джеймс).[11]

Други признания и отличия
- 2006: Списание Хъслър: момиче на корицата за месец юли.[12]